# هرم مري كا رع
هرم مري كا رع هو هرم مصري الذي لا يزال مجهول الهوية، ولكن يشهد عليه نقوش على شواهد جنائزية وربما يقع في سقارة. يُفترض أن يكون الهرم هو مكان دفن الملك مري كا رع، الذي حكم في نهاية الأسرة العاشرة حوالي 2040 قبل الميلاد خلال الفترة الانتقالية الأولى. في بعض الأحيان، يتم التعرف على «هرم مقطوع الرأس» في شمال سقارة على أنه هرم مري كا رع، على الرغم من أن هذا الأخير من المرجح أن ينتمي إلى الملك منكاو حور كايو.

## الشهادات
على الرغم من عدم اكتشاف هرم مري كا رع، إلا أنه الهرم الوحيد الموثَّق لملك ينتمي إلى أسرات هيراكليوبوليس (التاسعة والعاشرة). عرف الهرم بتسع نقوش، ثمانية منها من شمال سقارة؛ بينما التاسع من أصل غير معروف. من هذه النقوش، من المعروف أن الاسم القديم للهرم كان «وج سوت مري كا رع» تُرجم بشكل مختلف كـ «الازدهار هي مساكن مري كا رع» أو «الأماكن الحديثة في مري كا رع». تم العثور على كل هذه النقوش في مقابر الكهنة وكان أربعة من هؤلاء الكهنة على الأقل مسؤولين عن العبادة الجنائزية لكل من الملوك ميريكار والملك الأسرة السادسة، تيتي. عاش الكهنة خلال أوائل الأسرة الثانية عشرة (1991 ق.م - 1802 ق.م)،  مما يدل على أن العبادات الجنائزية لهؤلاء الملوك ظلت نشطة خلال المملكة الوسطى والأهم من ذلك، أن هرم مري كا رع يجب أن يكون بالقرب من هرم تيتي، في سقارة.

## الهوية

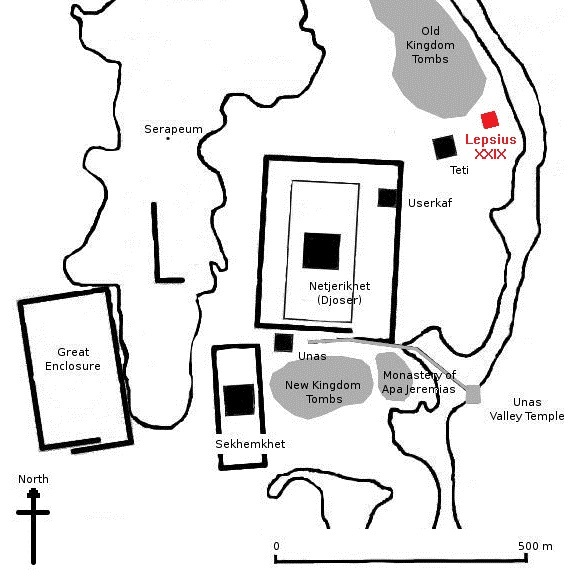
خريطة سقارة - باللون الأحمر ، الهرم مقطوع الرأس (Lepsius XXIX) ، تم تحديده في البداية مع مري كا رع ، ولكن تم تحديده أحيانًا على أنه هرم منكاو حور كايو

باستخدام اللوحات الجنائزية لكهنة الأسرة الثانية عشر، يعتقد سيسيل مالابي فيرث أنه عثر على هرم مري كا رع في عام 1926 في الركن الجنوبي الشرقي لهرم تيتي. لسوء الحظ، تبين أن الهيكل الذي حدده فيرث فيما بعد هو هرم العبادة الصغير لمجمع هرم تيتي.
ظهرت فرضية أخرى في النصف الثاني من القرن العشرين تحدد هرم ميريكار بـ هرم لبسيوس رقم. XXIX ، وتقع في شمال سقارة والمعروفة باسم هرم مقطوع الرأس. في وقت لاحق، تم رفض هذه الفرضية من قبل بعض العلماء مثل جوسلين بيرلانديني التي اقترحت في عام 1979 أن الهرم مقطوع الرأس من المرجح أن ينتمي إلى ملك الأسرة الخامسة منكاو حور كايو،  حاكم الأسرة الخامسة الوحيد الذي لم يتم تحديد هرمه رسميًا. الخلاصة حول تقنيات البناء التي ظهرت في الهرم، وكذلك حقيقة أن كهنة عبادة منكوهور الجنائزية دفنوا في شمال سقارة إلى حد كبير.
في عام 1994، نشر يارومير مالك دراسة تقول مرة أخرى إن مري كا رع هو مالك الهرم مقطوع الرأس. على سبيل المثال، يشير مالك إلى أنه لا توجد مدافن تعود إلى الأسرة الخامسة في المنطقة المجاورة مباشرة للمدينة. هرم مقطوع الرأس.
في عام 2008، أكدت الحفريات المستمرة في موقع الهرم مقطوع الرأس تحت إشراف زاهي حواس تعيين بيرلانديني له للأسرة الخامسة. تم التوصل إلى هذا الاستنتاج بناءً على تقييمات هيكل المبنى بالإضافة إلى مواد البناء المستخدمة، وكلاهما كان نموذجيًا لتلك الحقبة. على الرغم من عدم الكشف عن أي نقوش تشير إلى الملك، إلا أن حواس نسب الهرم إلى منكاو حور كايو لأنه الملك الوحيد من الأسرة الخامسة الذي لم يتم التعرف على هرمه. إذا كان بيرلانديني وحواس على حق، فما زال هرم مري كا رع غير مكتشف في مكان ما في رمال سقارة.